# 东孔博
東孔博（英語：Kombo East）是甘比亞西部區的九個縣之一，位於甘比亞西南部的甘比亞河以南。孔博東介於中孔博與福尼布雷費特之間。2013年，孔博東總人口有33849人。